# گلادیس کوپر
گلادیس کوپر (انگلیسی: Gladys Cooper; ۱۸ دسامبر ۱۸۸۸ – ۱۷ نوامبر ۱۹۷۱) یک هنرپیشه اهل انگلستان بود.

## زندگینامه
دوران بازیگری وی در تئاتر، فیلم و تلویزیون هفت دهه به طول انجامید. در آغاز دوران بازیگری در تئاتر به عنوان یک نوجوان در کمدی و پانتومیم موزیکال ادواردین (به انگلیسی: Edwardian) نقش آفرینی کرد. در دوران قبل از جنگ جهانی اول او در نقش‌های دراماتیک و فیلم‌های صامت هنر آفرینی کرد. او به عنوان مدیر «تئاتر خانه بازیگری» (به انگلیسی: Playhouse Theatre) در بین سال‌های ۱۹۱۷ الی ۱۹۳۳ انتخاب شد. در آن جا نقش‌های زیادی را بازی کرد. در اوایل دهه ۱۹۲۰، کوپر جایزه‌ای برای بازی خود در برنامه‌هایی که توسط سامرست و دیگران تولید شد، برد.
در دهه ۱۹۳۰، او به‌طور پیاپی در برادوی (به انگلیسی: Broadway) و وست اند (به انگلیسی: West End) هنر نمایی می‌کرد. با منتقل شدن به هالیوود در سال ۱۹۴۰، کوپر در نقش‌های متعددی به موفقیت رسید. او برای جایزه اسکار سه مرتبه توسط مؤسسه مربوطه معرفی شد. آخرین آن برای بازی در فیلم «همسر با انصاف من» (در سال ۱۹۶۴) به عنوان خانم هیگینز بود. در طول دهه‌های ۱۹۵۰ و ۱۹۶۰ او به هر دو قسمت شغل خود چه در تئاتر و چه در فیلم می‌پرداخت و تا آخرین سال خود در نقش‌های اول هنرنمایی می‌کرد.

## بخشی از فیلمشناسی
از فیلم‌ها یا برنامه‌های تلویزیونی که وی در آن نقش داشته‌است می‌توان به آثار زیر اشاره کرد.
- دوک آهنی (فیلم) (۱۹۳۴)
- ربه‌کا (۱۹۴۰)
- کیتی فویل (فیلم) (۱۹۴۰)
- آن خانم همیلتون (۱۹۴۱)
- حالا، مسافر (۱۹۴۲)
- پرنسس اوروک (۱۹۴۳)
- آوای برنادت (۱۹۴۳)
- صخره‌های سفید دوور (فیلم) (۱۹۴۴)
- خانم پارکینگتون (۱۹۴۴)
- دره تصمیم (۱۹۴۵)
- نامه‌های عاشقانه (۱۹۴۵)
- خیابان دلفین سبز (۱۹۴۷)
- زن اسقف (۱۹۴۷)
- باغ اسرارآمیز (فیلم ۱۹۴۹) (۱۹۴۹)
- مادام بوواری (فیلم ۱۹۴۹) (۱۹۴۹)
- میزهای تک‌نفره (۱۹۵۸)
- منطقه نیمه‌روشن (۱۹۶۲)
- فهرست آدریان مسنجر (۱۹۶۳)
- یاغی‌ها (۱۹۶۴)
- بانوی زیبای من (۱۹۶۴)
- بن کیسی (۱۹۶۵)
- ترغیب‌گران! (۱۹۷۲)